# Michy Batshuayi
Michy Batshuayi Atunga (Bruselas, 2 de octubre de 1993) es un futbolista belga que juega como delantero en el Eintracht Fráncfort de la 1. Bundesliga. Es hermano del también futbolista Aaron Leya Iseka.

## Carrera

### Inicios
Sus padres emigraron a Bélgica a principios de los años 90 y se establecieron en el área alrededor de Bruselas. Batshuayi era un futbolista callejero que aprendió a jugar al fútbol en la plaza del Parque Pirsoul en Berchem-Sainte-Agathe. A temprana edad estuvo en los modestos clubes Evere y Schaerbeek. Allí fue descubierto por el FC Bruselas que posteriormente lo vio partir a la edad de 13 años al RSC Anderlecht. El delantero impresionó por su rapidez, pero sus actitudes fuera de lo netamente futbolístico le pasaron la cuenta. Después de un partido de equipos jóvenes frente al Lierse SK fue despedido del club por mal comportamiento, tenía un carácter rebelde y lo reconoció con el pasar del tiempo. Batshu pasó a ser el centro de atención de Dominique D'Onofrio cuando éste era el responsable de las juveniles del Standard Lieja. Él fue capaz de convencer al club que Batshu Batshuayi tenía que ser fichado.

### Standard de Lieja
En la temporada 2010-11, con 17 años de edad, se sumaba al primer equipo del Standard de Lieja. Debutaría el 20 de febrero de 2011 frente al KAA Gent.

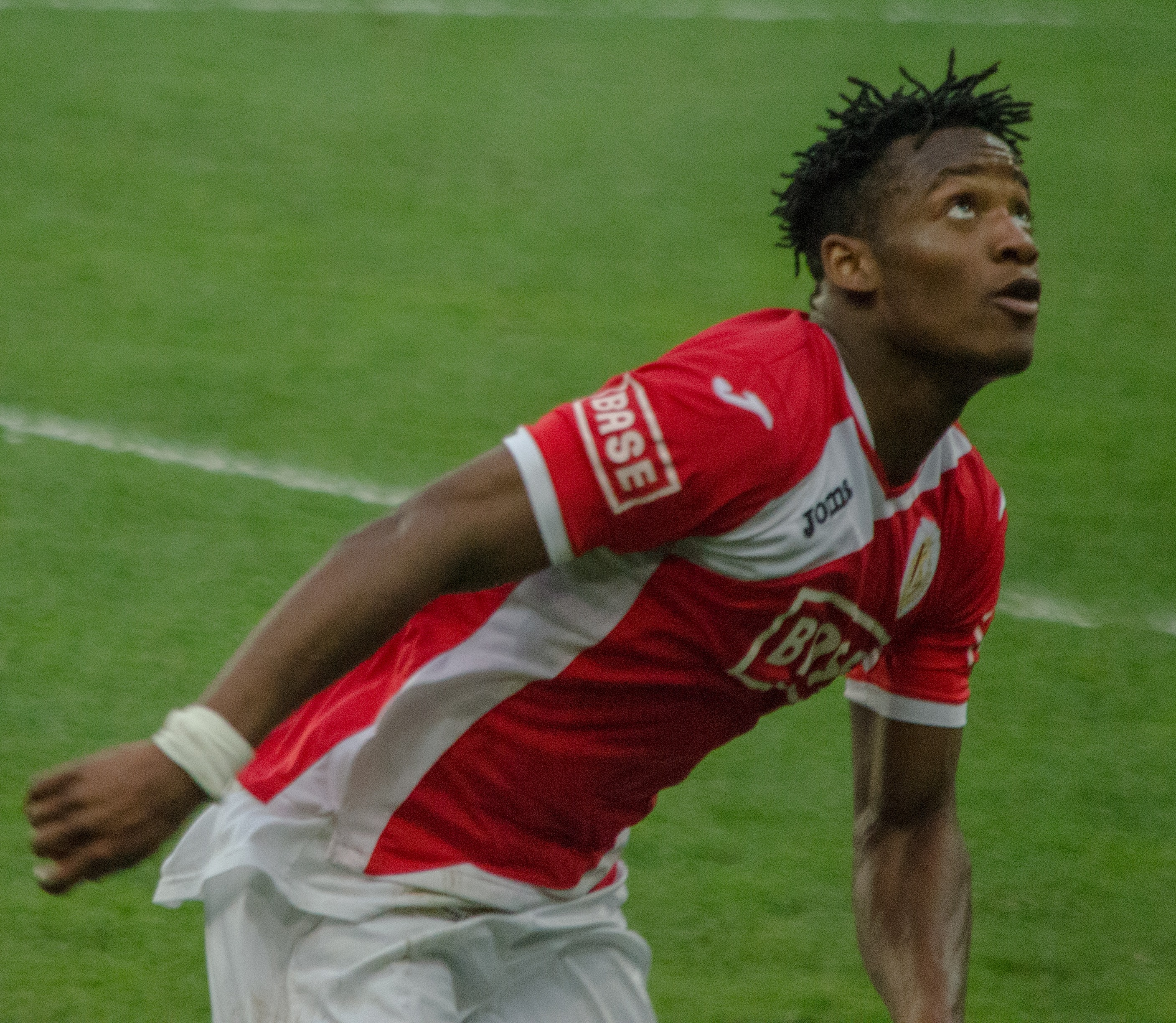
Batshuayi con el Standard de Lieja en 2014.

Ya en la segunda temporada en el primer equipo, y con entrenador nuevo, José Riga, Batshuayi disfrutaría de más minutos en el campo de juego. Marcó su primer gol frente al Copenhague en la fase de grupos de la Liga Europea de la UEFA 2011-12 un 15 de diciembre de 2011. Terminaría la temporada anotando 6 goles en torneos locales y 1 en ámbito internacional.
Para la temporada 2012-13, se pensaba que Batshuayi sería la pieza clave del ataque por las salidas de Tchité al Brujas y Gohi Bi Zoro Cyriac al Anderlecht, pero el nuevo entrenador del Standard Lieja, Mircea Rednic, no lo tuvo en cuenta hasta que le dio una oportunidad y Batshuayi respondió. Marcó 12 goles en la liga belga ese año.
La temporada 2013-14 de la liga belga sería memorable para Batshuayi, se convirtió en titular indiscutido, anotando 21 goles en 38 partidos. El Standard Lieja ganó la fase regular de 30 partidos, pero en la fase de play-offs terminó en segunda posición detrás del Anderlecht. Fue galardonado con la Bota de Ébano por el mejor jugador de origen africano de la temporada, por delante del jugador tunecino Hamdi Harbaoui del KSC Lokeren.

### Olympique de Marsella
Su buena temporada y su gran cantidad de goles le valieron para fichar por el Olympique de Marsella con un contrato por 5 años.

### Chelsea F. C.

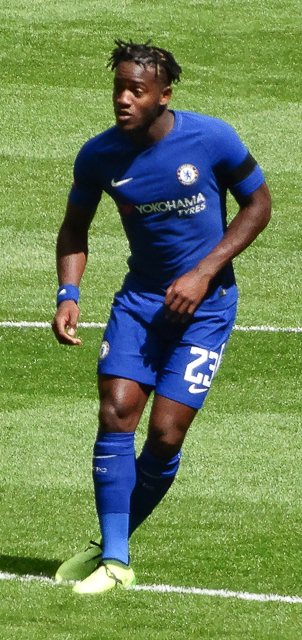
Batshuayi con el Chelsea F. C. en 2017.

A mediados del 2016 se confirma el fichaje de Batshuayi al Chelsea Football Club por una cifra de aproximadamente 40 millones de €.

### Borussia Dortmund
El 31 de enero de 2018 se oficializa su cesión hasta final de temporada al Borussia Dortmund. En su primer partido con el club alemán logra un doblete para que su equipo gane 2-3 al F. C. Colonia por la Bundesliga. El 15 de febrero en su debut por la Liga Europa de la UEFA 2017-18 marca doblete para la victoria 3 a 2 sobre el Atalanta Calcio, el 11 de marzo vuelve a marcar doblete para la victoria 3 por 2 sobre Eintracht Fráncfort llegando a siete goles en nueve partidos.

### Valencia C. F.
El 10 de agosto de 2018 se hizo oficial su cesión por una temporada al Valencia C. F. El 31 de enero de 2019, el club valencianista puso fin a la cesión y el jugador regresó a Inglaterra.

### Crystal Palace
Tras terminar su etapa en el Valencia antes de lo previsto, el 1 de febrero el Crystal Palace F. C. logró su cesión hasta final de temporada. Tras haber jugado la temporada 2019-20 en el Chelsea F. C., el 10 de septiembre regresó al club para jugar, también prestado, el curso 2020-21.

### Turquía
En agosto de 2021 acumuló una nueva cesión, marchándose a Turquía para jugar en el Beşiktaş J. K. durante una temporada. Volvió al país una vez esta terminó y se desvinculó del Chelsea F. C., firmando el 2 de septiembre de 2022 con el Fenerbahçe S. K. por dos años más uno opcional. Después de esas dos campañas se unió al Galatasaray S. K. con un contrato por tres temporadas. Sin embargo, tras solo siete meses, el 3 de febrero de 2025 regresó a Alemania para incorporarse al Eintracht Fráncfort hasta junio de 2027.

## Selección nacional
Ha formado parte de la selección sub-21 de Bélgica. En 2013 fue expulsado de la concentración junto a Ibrahima Cissé al ser descubiertos invitando prostitutas a su habitación.
El 4 de junio de 2018 el seleccionador Roberto Martínez lo incluyó en la lista de 23 para el Mundial.

### Participaciones en Copas del Mundo
| Mundial           | Sede  | Resultado    | Partidos | Goles |
| ----------------- | ----- | ------------ | -------- | ----- |
| Copa Mundial 2018 | Rusia | Tercer lugar | 3        | 1     |
| Copa Mundial 2022 | Catar | Primera fase | 2        | 1     |

### Participaciones en Eurocopas
| Copa          | Sede    | Resultado        | Partidos | Goles |
| ------------- | ------- | ---------------- | -------- | ----- |
| Eurocopa 2016 | Francia | Cuartos de final | 2        | 1     |
| Eurocopa 2020 | Europa  | Cuartos de final | 1        | 0     |

### Participaciones en Eliminatorias
| Eliminatorias                       | Resultado   | Partidos | Goles |
| ----------------------------------- | ----------- | -------- | ----- |
| Clasificación para la Eurocopa 2016 | Clasificado | 1        | 1     |
| Eliminatorias Mundial 2018          | Clasificado | 5        | 1     |

### Goles con la selección nacional
| Gol | Fecha                    | Sede                                                   | Oponente             | Marcador | Resultado | Competencia                         |
| --- | ------------------------ | ------------------------------------------------------ | -------------------- | -------- | --------- | ----------------------------------- |
| 1.  | 28 de marzo de 2015      | Estadio Rey Balduino, Bruselas, Bélgica                | Chipre               | 5 - 0    | 5 – 0     | Clasificación para la Eurocopa 2016 |
| 2.  | 13 de noviembre de 2015  | Estadio Jan Breydel, Brujas, Bélgica                   | Italia               | 3 - 1    | 3 – 1     | Amistoso                            |
| 3.  | 26 de junio de 2016      | Stade de Toulouse, Toulouse, Francia                   | Hungría              | 2 - 0    | 4 – 0     | Eurocopa 2016                       |
| 4.  | 5 de junio de 2017       | Estadio Rey Balduino, Bruselas, Bélgica                | República Checa      | 2 - 1    | 2 – 1     | Amistoso                            |
| 5.  | 7 de octubre de 2017     | Estadio Grbavica, Sarajevo, Bosnia y Herzegovina       | Bosnia y Herzegovina | 2 - 2    | 4 – 3     | Clasificación Mundial 2018          |
| 6.  | 27 de marzo de 2018      | Estadio Jan Breydel, Brujas, Bélgica                   | Arabia Saudita       | 3 - 0    | 4 – 0     | Amistoso                            |
| 7.  | 11 de junio de 2018      | Estadio Rey Balduino, Bruselas, Bélgica                | Costa Rica           | 4 - 1    | 4 – 1     | Amistoso                            |
| 8.  | 23 de junio de 2018      | Otkrytie Arena, Moscú, Rusia                           | Túnez                | 5 - 1    | 5 – 2     | Mundial 2018                        |
| 9.  | 7 de septiembre de 2018  | Hampden Park, Glasgow, Escocia                         | Escocia              | 3 - 0    | 4 – 0     | Amistoso                            |
| 10. | 7 de septiembre de 2018  | Hampden Park, Glasgow, Escocia                         | Escocia              | 4 - 0    | 4 – 0     | Amistoso                            |
| 11. | 15 de noviembre de 2018  | Estadio Rey Balduino, Bruselas, Bélgica                | Islandia             | 1 - 0    | 2 – 0     | Liga de Naciones de la UEFA 2018-19 |
| 12. | 15 de noviembre de 2018  | Estadio Rey Balduino, Bruselas, Bélgica                | Islandia             | 2 - 0    | 2 – 0     | Liga de Naciones de la UEFA 2018-19 |
| 13. | 24 de marzo de 2019      | Estadio GSP, Nicosia, Chipre                           | Chipre               | 2 - 0    | 2 – 0     | Clasificación para la Eurocopa 2020 |
| 14. | 6 de septiembre de 2019  | Estadio Olímpico de San Marino, Serravalle, San Marino | San Marino           | 1 - 0    | 4 – 0     | Clasificación para la Eurocopa 2020 |
| 15. | 6 de septiembre de 2019  | Estadio Olímpico de San Marino, Serravalle, San Marino | San Marino           | 4 - 0    | 4 – 0     | Clasificación para la Eurocopa 2020 |
| 16. | 13 de octubre de 2019    | Astana Arena, Astaná, Kazajistán                       | Kazajistán           | 1 - 0    | 2 - 0     | Clasificación para la Eurocopa 2020 |
| 17. | 8 de septiembre de 2020  | Estadio Rey Balduino, Bruselas, Bélgica                | Islandia             | 2 - 1    | 5 - 1     | Liga de Naciones de la UEFA 2020-21 |
| 18. | 8 de septiembre de 2020  | Estadio Rey Balduino, Bruselas, Bélgica                | Islandia             | 4 - 1    | 5 - 1     | Liga de Naciones de la UEFA 2020-21 |
| 19. | 8 de octubre de 2020     | Estadio Rey Balduino, Bruselas, Bélgica                | Costa de Marfil      | 1 - 0    | 1 - 1     | Amistoso                            |
| 20. | 11 de noviembre de 2020  | Den Dreef, Lovaina, Bélgica                            | Suiza                | 1 - 1    | 2 - 1     | Amistoso                            |
| 21. | 11 de noviembre de 2020  | Den Dreef, Lovaina, Bélgica                            | Suiza                | 2 - 1    | 2 - 1     | Amistoso                            |
| 22. | 30 de marzo de 2021      | Den Dreef, Lovaina, Bélgica                            | Bielorrusia          | 1 - 0    | 8 - 0     | Clasificación Mundial 2022          |
| 23. | 26 de marzo de 2022      | Estadio Aviva, Dublín, Irlanda                         | Irlanda              | 1 - 0    | 2 - 2     | Amistoso                            |
| 24. | 3 de junio de 2022       | Estadio Rey Balduino, Bruselas, Bélgica                | Países Bajos         | 1 - 4    | 1 - 4     | Liga de Naciones de la UEFA 2022-23 |
| 25. | 14 de junio de 2022      | Estadio Nacional de Varsovia, Varsovia, Polonia        | Polonia              | 1 - 0    | 1 - 0     | Liga de Naciones de la UEFA 2022-23 |
| 26. | 22 de septiembre de 2022 | Estadio Rey Balduino, Bruselas, Bélgica                | Gales                | 2 - 0    | 2 - 1     | Liga de Naciones de la UEFA 2022-23 |
| 27. | 23 de noviembre de 2022  | Estadio Áhmad bin Ali, Rayán, Catar                    | Canadá               | 1 - 0    | 1 - 0     | Mundial 2022                        |

## Estadísticas
| Club                            | Div.          | Temporada     | Liga  | Liga  | Copas nacionales | Copas nacionales | Copas internacionales | Copas internacionales | Total | Total | Media goleadora |
| Club                            | Div.          | Temporada     | Part. | Goles | Part.            | Goles            | Part.                 | Goles                 | Part. | Goles | Media goleadora |
| ------------------------------- | ------------- | ------------- | ----- | ----- | ---------------- | ---------------- | --------------------- | --------------------- | ----- | ----- | --------------- |
| Standard de Lieja · Bélgica     | 1.ª           | 2010-11       | 2     | 0     | 0                | 0                | —                     | —                     | 2     | 0     | 0               |
| Standard de Lieja · Bélgica     | 1.ª           | 2011-12       | 23    | 6     | 2                | 2                | 8                     | 1                     | 33    | 9     | 0.27            |
| Standard de Lieja · Bélgica     | 1.ª           | 2012-13       | 34    | 12    | 2                | 0                | —                     | —                     | 36    | 12    | 0.33            |
| Standard de Lieja · Bélgica     | 1.ª           | 2013-14       | 38    | 21    | 1                | 0                | 10                    | 2                     | 49    | 23    | 0.47            |
| Standard de Lieja · Bélgica     | Total club    | Total club    | 97    | 39    | 5                | 2                | 18                    | 3                     | 120   | 44    | 0.37            |
| Olympique de Marsella Francia   | 1.ª           | 2014-15       | 26    | 9     | 2                | 1                | —                     | —                     | 28    | 10    | 0.36            |
| Olympique de Marsella Francia   | 1.ª           | 2015-16       | 36    | 17    | 7                | 2                | 7                     | 4                     | 50    | 23    | 0.46            |
| Olympique de Marsella Francia   | Total club    | Total club    | 62    | 26    | 9                | 3                | 7                     | 4                     | 78    | 33    | 0,42            |
| Chelsea F. C. Inglaterra        | 1.ª           | 2016-17       | 20    | 5     | 8                | 4                | —                     | —                     | 28    | 9     | 0.32            |
| Chelsea F. C. Inglaterra        | 1.ª           | 2017-18       | 12    | 2     | 9                | 6                | 4                     | 2                     | 25    | 10    | 0.4             |
| Borussia Dortmund · Alemania    | 1.ª           | 2017-18       | 10    | 7     | 0                | 0                | 4                     | 2                     | 14    | 9     | 0.64            |
| Borussia Dortmund · Alemania    | Total club    | Total club    | 10    | 7     | 0                | 0                | 4                     | 2                     | 14    | 9     | 0.64            |
| Valencia C. F. · España         | 1.ª           | 2018-19       | 15    | 1     | 3                | 1                | 5                     | 1                     | 23    | 3     | 0.13            |
| Valencia C. F. · España         | Total club    | Total club    | 15    | 1     | 3                | 1                | 5                     | 1                     | 23    | 3     | 0.13            |
| Crystal Palace F. C. Inglaterra | 1.ª           | 2018-19       | 11    | 5     | 2                | 1                | —                     | —                     | 13    | 6     | 0.46            |
| Chelsea F. C. Inglaterra        | 1.ª           | 2019-20       | 16    | 1     | 4                | 4                | 4                     | 1                     | 24    | 6     | 0.25            |
| Chelsea F. C. Inglaterra        | Total club    | Total club    | 48    | 8     | 21               | 14               | 8                     | 3                     | 77    | 25    | 0.32            |
| Crystal Palace F. C. Inglaterra | 1.ª           | 2020-21       | 18    | 2     | 2                | 0                | —                     | —                     | 20    | 2     | 0.1             |
| Crystal Palace F. C. Inglaterra | Total club    | Total club    | 29    | 7     | 4                | 1                | 0                     | 0                     | 33    | 8     | 0.24            |
| Beşiktaş J. K. Turquía          | 1.ª           | 2021-22       | 33    | 14    | 4                | 0                | 5                     | 0                     | 42    | 14    | 0.33            |
| Beşiktaş J. K. Turquía          | Total club    | Total club    | 33    | 14    | 4                | 0                | 5                     | 0                     | 42    | 14    | 0.33            |
| Fenerbahçe S. K. Turquía        | 1.ª           | 2022-23       | 19    | 12    | 5                | 5                | 8                     | 3                     | 32    | 20    | 0.63            |
| Fenerbahçe S. K. Turquía        | 1.ª           | 2023-24       | 27    | 12    | 3                | 6                | 13                    | 6                     | 43    | 24    | 0.56            |
| Fenerbahçe S. K. Turquía        | Total club    | Total club    | 46    | 24    | 8                | 11               | 21                    | 9                     | 75    | 44    | 0.59            |
| Galatasaray S. K. Turquía       | 1.ª           | 2024-25       | 18    | 5     | 2                | 0                | 10                    | 2                     | 30    | 7     | 0.23            |
| Galatasaray S. K. Turquía       | Total club    | Total club    | 18    | 5     | 2                | 0                | 10                    | 2                     | 30    | 7     | 0.23            |
| Eintracht Fráncfort · Alemania  | 1.ª           | 2024-25       | 10    | 3     | ―                | ―                | 1                     | 0                     | 11    | 3     | 0.27            |
| Eintracht Fráncfort · Alemania  | Total club    | Total club    | 10    | 3     | 0                | 0                | 1                     | 0                     | 11    | 3     | 0.27            |
| Total carrera                   | Total carrera | Total carrera | 368   | 133   | 56               | 32               | 79                    | 24                    | 503   | 189   | 0.38            |

## Palmarés

### Títulos nacionales
| Título               | Club             | País       | Año  |
| -------------------- | ---------------- | ---------- | ---- |
| Premier League       | Chelsea F. C.    | Inglaterra | 2017 |
| FA Cup               | Chelsea F. C.    | Inglaterra | 2018 |
| Copa del Rey         | Valencia C. F.   | España     | 2019 |
| Supercopa de Turquía | Beşiktaş J. K.   | Turquía    | 2021 |
| Copa de Turquía      | Fenerbahçe S. K. | Turquía    | 2023 |